# Golf de Paria

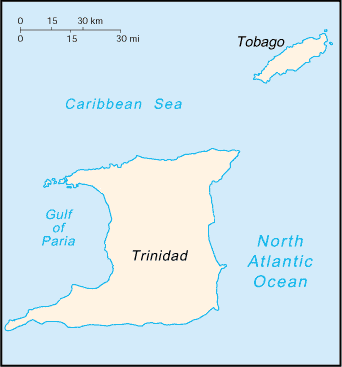

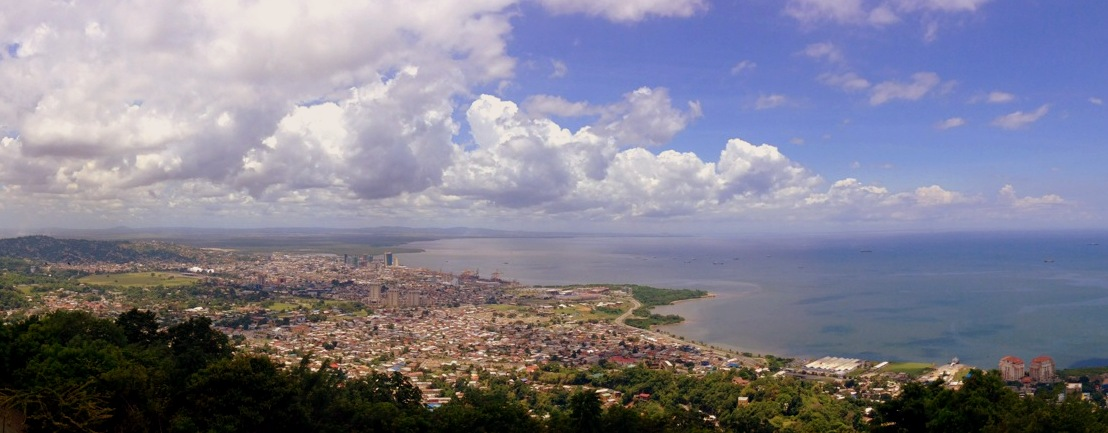
Vista panoràmica del Golf de Paria, mirant cap al sud-est

El golf de Paria (Golfo de Paria, Gulf of Paria) és un golf situat a la desembocadura del delta del riu Orinoco a l'oceà Atlàntic, al nord d'Amèrica del Sud i les aigües del qual comparteixen les repúbliques de Trinitat i Tobago i Veneçuela. Té una extensió d'aproximadament de 7.800 km², conforma una part de la façana atlàntica de Veneçuela, i forma el litoral dels estats de Delta Amacuro, Monagas i Sucre i al seu torn separa el continent dus-americà de Trinitat, la més gran de Trinitat i Tobago, per la qual cosa aquest golf és una zona de frontera marítima.
El Golf de Paria és una nassa d'aigua salobre, durant l'estació humida la seva salinitat està per sota dels 23 ppt (parts per mil·ler). hi ha un extens manglar. Els principals ports inclouen Port of Spain i el Port de Point Lisas a Trinidad i el Port de Pedernales a Venezuela.
És considerat com un dels millors ports naturals de l'Atlàntic a Amèrica.

## Història
El golf de Paria va ser albirat primer l'any 1498 en el tercer viatge de Cristòfor Colom el qual va desembarcar a Macuro, en l'extrem oriental de la península de Paria, de la qual rep aquest golf el seu nom. Les entradas nord i sud del golf reben els noms de Boca del Dragón o de Drago i Boca de la Serpiente o de la Sierpe, pels remolins que s'hi formen i el perill que representaven en època colonial; tots dos noms els va donar el mateix Cristòfor Colom. La Boca del Dragón, localitzada entre la península de Paria i la península de Chaguaramas, connecta al golf amb la mar Carib, mentre que la Boca de la Serpiente, localitzada entre el delta de l'Orinoco i la península de Cedros, l'uneix al canal de Colom. El 1500 Vicente Yanez Pinzón, que provenia de les costes del Brasil, va recórrer el golf de Paria on carregaren tres mil lliures de pal del brasil, un dels pocs productes que van donar beneficis en aquell viatge. En la recerca d'un pas cap a les Illes de les espècies el 1508 el capità Pinzón junt a Juan Díaz de Solís van iniciar en les costes de Paria un viatge per les costes del Carib fins a la península de Yucatán.

## Toponímia
Inicialment Cristòfor Colom va donar al Golf de Paria el nom de Golf de la Balena, però aquest nom va ser canviat després que aquests cetacis fossin eliminats el segle xix arran la cacera de la balena.
Hi ha fonts cartogràfiques de finals del segle xviii que el registren com el golf Trist.